# Краснощок Юрій Іванович
Юрій Іванович Краснощок (нар. 30 квітня 1927, Чернігів — пом. 23 вересня 2009) — український письменник та публіцист, член Національної спілки письменників України (з 27 травня 2002).

## Життєпис
Народився 30 квітня 1927 року в Чернігові. Учасник бойових дій німецько-радянської війни. Закінчив у 1962 році факультет журналістики Київського державного університету імені Т. Г. Шевченка.

## Творчість
Автор книжок документальних детективів:
- «Смерч»,
- «Гільйотина для маршалів»,
- «Диявольська гра»,
- «Лідера знайти і знищити!!!»,
- «Агент в комбінації»;

п'єс:
- «Магічна сімка»,
- «Оранжевий скорпіон»;

збірок памфлетів, гуморесок, фейлетонів:
- «Муха в патоці»,
- «Рецепти кохання».

15 серпня та 27 жовтня 1998 р. в газеті «Урядовий кур'єр» було надруковано під рубрикою «Версії» статті «Пекло Хрещатика» та «Ціна, яку сплачуємо…» Юрія Краснощока, де він звинуватив НКВСників у вчиненні «…засекречених страшних злочинів…», зокрема — «…знищення культурного центру Києва та Хрещатика…», застосовуючи «…таємничу зброю — радіоміни Ф-10». Ці публікації викликали хвилю обурення в учасників більшовицького підпілля в роки німецько-радянської війни. Також Юрій Краснощок звинуватив Сталіна, Берію та енкавеесівців в тому, що ті своїми терористичними підривами і підпалами в Києві спровокували бузувірське знищення гітлерівцями євреїв в Бабиному Яру. Українська студія телевізійних фільмів за сценарієм Юрія Краснощока відзняла телевізійний фільм «Розстріляна незалежність» про те, як спеціальні терористичні бригади НКВС підірвали в 1941 році культурний центр міста Києва, вулицю Хрещатик та Успенський собор Києво-Печерської лаври.

## Нагороди
- Лауреат премії імені І. Багряного
- Лауреат премії Спілки журналістів «Золоте перо».
- Стипендіат Президента України в галузі журналістики[1].